# Chile vid världsmästerskapen i friidrott 2022
Chile tävlade vid världsmästerskapen i friidrott 2022 i Eugene i USA mellan den 15 och 24 juli 2022. Chile hade en trupp på sex idrottare.

## Resultat

### Herrar
Teknikgrenar
| Idrottare         | Gren          | Kval               | Kval               | Final            | Final            |
| Idrottare         | Gren          | Distans            | Placering          | Distans          | Placering        |
| ----------------- | ------------- | ------------------ | ------------------ | ---------------- | ---------------- |
| Claudio Romero    | Diskus        | 61,69 m            | 20                 | Gick inte vidare | Gick inte vidare |
| Lucas Nervi       | Diskus        | Inget giltigt kast | Inget giltigt kast | Gick inte vidare | Gick inte vidare |
| Humberto Mansilla | Släggkastning | 75,33 m            | 11 0q0             | 73,91 m          | 10               |
| Gabriel Kehr      | Släggkastning | 0DNS0              | 0DNS0              | 0DNS0            | 0DNS0            |

### Damer
Teknikgrenar
| Idrottare      | Gren        | Kval    | Kval      | Final            | Final            |
| Idrottare      | Gren        | Distans | Placering | Distans          | Placering        |
| -------------- | ----------- | ------- | --------- | ---------------- | ---------------- |
| Ivana Gallardo | Kulstötning | 16,20 m | 27        | Gick inte vidare | Gick inte vidare |
| Karen Gallardo | Diskus      | 57,78 m | 22        | Gick inte vidare | Gick inte vidare |